# In the Light of Day
In the Light of Day är jazzsångerskan Rigmor Gustafssons debutalbum och gavs ut 1996.

## Låtlista
1. Rain Just Rain (Tino Derado) – 5:10
2. Very Early(Text: Carol Hall – musik: Bill Evans) – 6:30
3. You're Everything (Text: Neville Potter – musik: Chick Corea) – 5:54
4. In the Light of Day (Text: Sebastian Voegler – musik: Rigmor Gustafsson) – 6:27
5. Infant Eyes (Text: Jeanne Lee – musik: Wayne Shorter) – 5:42
6. El Dorado (Tino Derado) – 3:29
7. Winter Poem (Text: Fredrick Morgan – musik: Rigmor Gustafsson) – 5:57
8. Freedom Jazz Dance (Text: Eddie Jefferson – musik: Eddie Harris) – 5:50
9. Goodbye Pork Pie Hat (Text: Rashian Roland Kirk – musik: Charles Mingus) – 5:21
10. Bye Bye Blackbird (Text: Mort Dixon – musik: Ray Henderson) – 5:26

Total tid: 53:46

## Medverkande
- Rigmor Gustafsson – sång
- Tino Derado – piano
- Hans Glawischnig – bas
- Roland Schneider – trummor
- Gabriel Coburger – saxofon